# Žuta vučja stopa
Žuta vučja stopa (divlji jabučnjak, vučja jabučica, lat. Aristolochia clematitis) otrovna je biljka iz porodice kopitnjakovke (Aristolochiaceae). Sadrži otrovnu aristolohijsku kiselinu. Nekada je korištena kao ljekovita biljka, no danas je njena uporaba napuštena.

## Opis
Biljka naraste do najviše 100 cm visine. Listovi su srcoliki. Cvijeće blijedo žuto, plodovi crne kapsule.

## Sastav
Korijen sadrži alkaloide aristolohin i magnoflorin,eterično ulje,gorke i taninske tvari te aristolohijsku kiselinu.Aristolohin i aristolohijska kiselina prisutni su i u listovima,kao i organske kiseline,saponini i karotin.U sjemenkama aristolohin,aristolohijska kiselina i masno ulje.

## Vanjske poveznice
https://www.plantea.com.hr/zuta-vucja-stopa/